# Miribel (Ain)
Miribel – miejscowość i gmina we Francji, w regionie Owernia-Rodan-Alpy, w departamencie Ain.

## Demografia
Według danych na styczeń 2012 roku gminę zamieszkiwały 9274 osoby, a gęstość zaludnienia wynosiła 378,7 osób/km².